# 贵溪市
贵溪市是中華人民共和國江西省下轄的一個縣級市，由鹰潭市代管。贵溪市位于江西省东北部，南与福建省相毗邻。土地面积2480平方公里，市政府駐府前路1號。是中华人民共和国的铜工业中心。境内有国家重点风景名胜区龙虎山。

## 词源
“贵溪”一名始于唐朝永泰元年，因贵溪河流经县域而得名，其中，贵溪河一说为须溪:47，亦即贵溪县最早的县治所在地；一说为信江，因其在贵溪的河段有白芒洲，在古代盛产香草，所以也被称为“贵溪”、“芗溪”:97:94。现在“芗溪”也时常作为贵溪的别称，在市内外使用。

## 历史
贵溪在新石器时代就有人类活动:3，而据学者对于1978年出土于县境南隅的仙岩崖墓文物的考证，当地在春秋战国时代为於越地，秦灭六国后，当地隶九江郡餘汗县。汉朝沿袭旧制，仍隶九江郡，之后曾归属豫章、庐陵郡等地:17-18。隋朝至唐朝初期，当地为余干、弋阳二县属地，唐永泰元年（765年），朝廷析余干、弋阳二县地置贵溪县，由信州管辖，此即为贵溪建制之始。元朝至元十四年（1277年），朝廷改信州为信州路，属江浙行省。至正二十年（1360年），朱元璋派遣胡大海占领信州，改信州为广信府。此后，贵溪县在明清皆隶属于广信府。三藩之乱期间，明朝遗族朱統錩曾在当地起兵呼应耿精忠，并占领贵溪、泸溪（今资溪）等县，但被江西總督董衞國率军镇压:8。咸丰、同治年间，贵溪县曾为太平天国势力范围，直到同治三年（1864年），清军才重新夺回贵溪。
民国元年（1912年），中华民国废除府州制，保留道县，民國三年（1914年），江西省划分为四道，其中贵溪县属豫章道。民國十五年（1926年），因道制废除，贵溪县改为直属江西省政府:47。民国二十一年（1932年），江西全省分为13个行政区，其中贵溪县属第五行政区专员公署，民国二十四年（1935年），江西省行政区调整后，贵溪县改属第六行政区:74。民国十八年（1929年）8月11日，中共在贵溪县信江以北地区建立苏维埃政府，并组织当地农民发动武装暴动，与中华民国政府对抗，民国二十二年（1933年）1月，红11军与中央红军在贵溪上清宫会师，随即占领了贵溪及邻近的资溪、金溪、南城等县，当时，中共在贵溪的占领区隶属于中华苏维埃共和国閩贛省。
在中國抗日戰爭期間，日軍曾占领贵溪，但最終被中國軍民驅逐出境。抗日戰爭勝利後，國共內戰爆發，在內戰後期，中國人民解放軍擊敗了中華民國國軍，並最終取得了贵溪一帶的支配權:74。
中华人民共和国成立后，贵溪县隶属上饶专区，1957年，鹰潭镇从贵溪县析出，成为县级镇，但于1958年并入贵溪，1960年月，鹰潭镇再次从贵溪县划出，成为上饶专区直辖县级镇:74-75。1980年，贵溪冶炼厂成立，成为该县主要的工业企业:63。1983年7月，地级鹰潭市成立后，贵溪县转由鹰潭管辖:47。1993年，中共鹰潭市委、鹰潭市府在该县的上清镇、龙虎山镇成立龙虎山风景旅游区管理局:97。1996年，贵溪县改为县级市贵溪市，仍由地级鹰潭市代管。

## 地理

### 境域
唐朝永泰初年贵溪置縣後至元朝时期，地域詳情失考。明朝时期，贵溪地域基本上為今贵溪与鹰潭市月湖区两县区的範圍。民国二十五年（1936年），江西省政府将贵溪县部分地域划归资溪县，1960年，鷹潭鎮脱离贵溪县后，贵溪的地域範圍即如現狀:51-56。
今贵溪市位于江西省东北部，鄱阳湖东南，信江流域中游，市境介於北纬27°50′—28°37′，东经116°55′—117°28′之间。南北最长距约81公里，東西最窄处14公里:3。北接万年县，东界弋阳县、铅山县，西与金溪县、鹰潭市月湖区、余江区接壤，南邻资溪县以及福建省光澤縣:94。總面積為2,480平方公里:3。

### 地形地貌

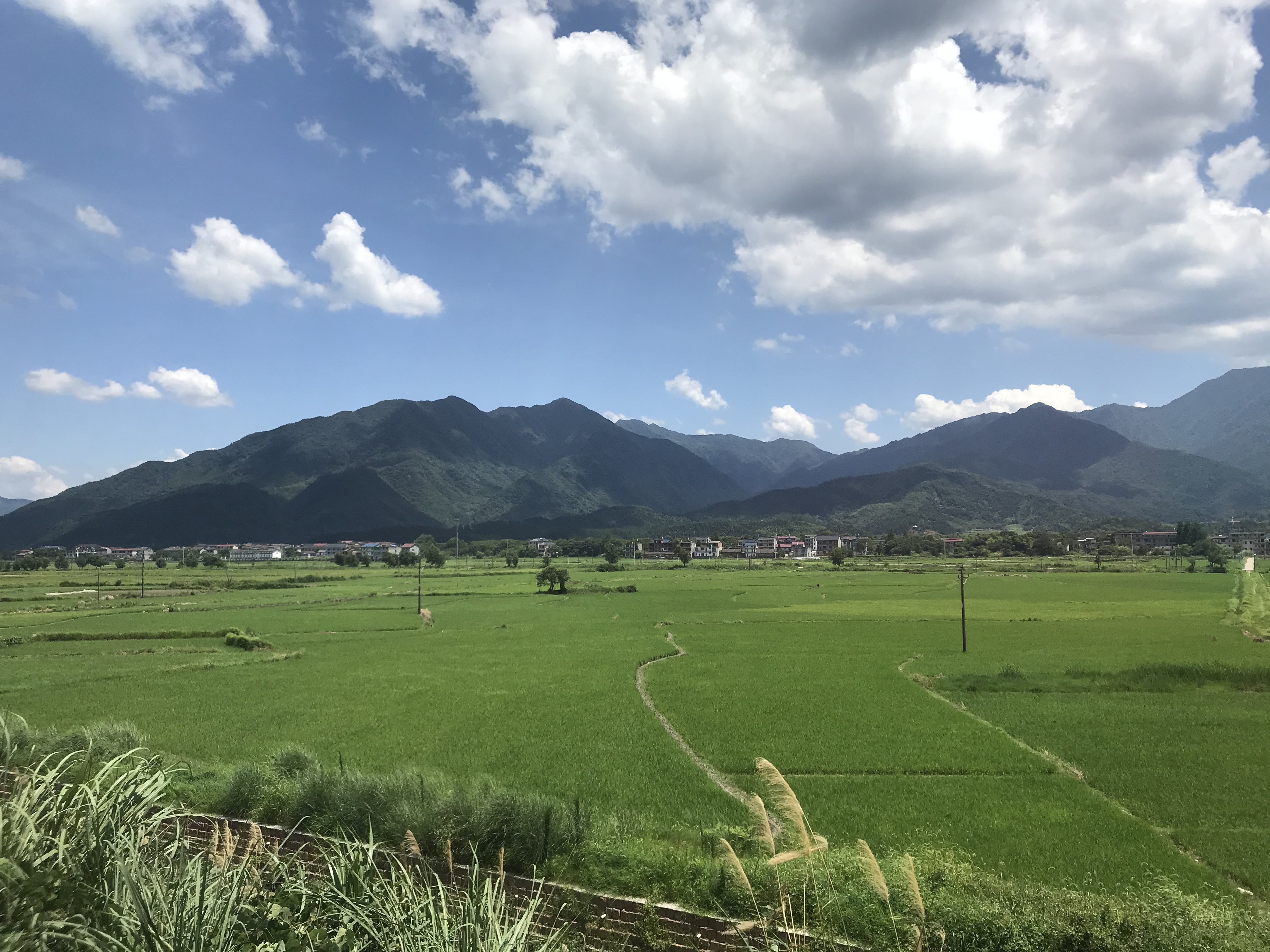
贵溪市上清的山岭

贵溪市地处武夷山脈向鄱阳湖平原过渡的中间地带，总体上呈现出中低山丘陵的地貌形态:86。贵溪所處的地區曾为海洋，五億多年前從海中逐漸出露，後經過幾次強烈的地質活動後形成了现在的地形地貌:81-82。其地勢南北高峻，中部较低洼，境域北部为怀玉山，南部则为武夷山脉，中部则为信江横贯形成的河谷平原地带，多低岗浅丘。组成山地的岩体以花岗岩、石英正長岩为主:84-85。当地也有大片丹霞地貌分布，主要分布在市域西南部的龙虎山周围:52。全境最高峰為武夷山脉的阳际峰，海拔1541米，最低点则在中部新田畈附近，海拔约15米:94。

### 水文

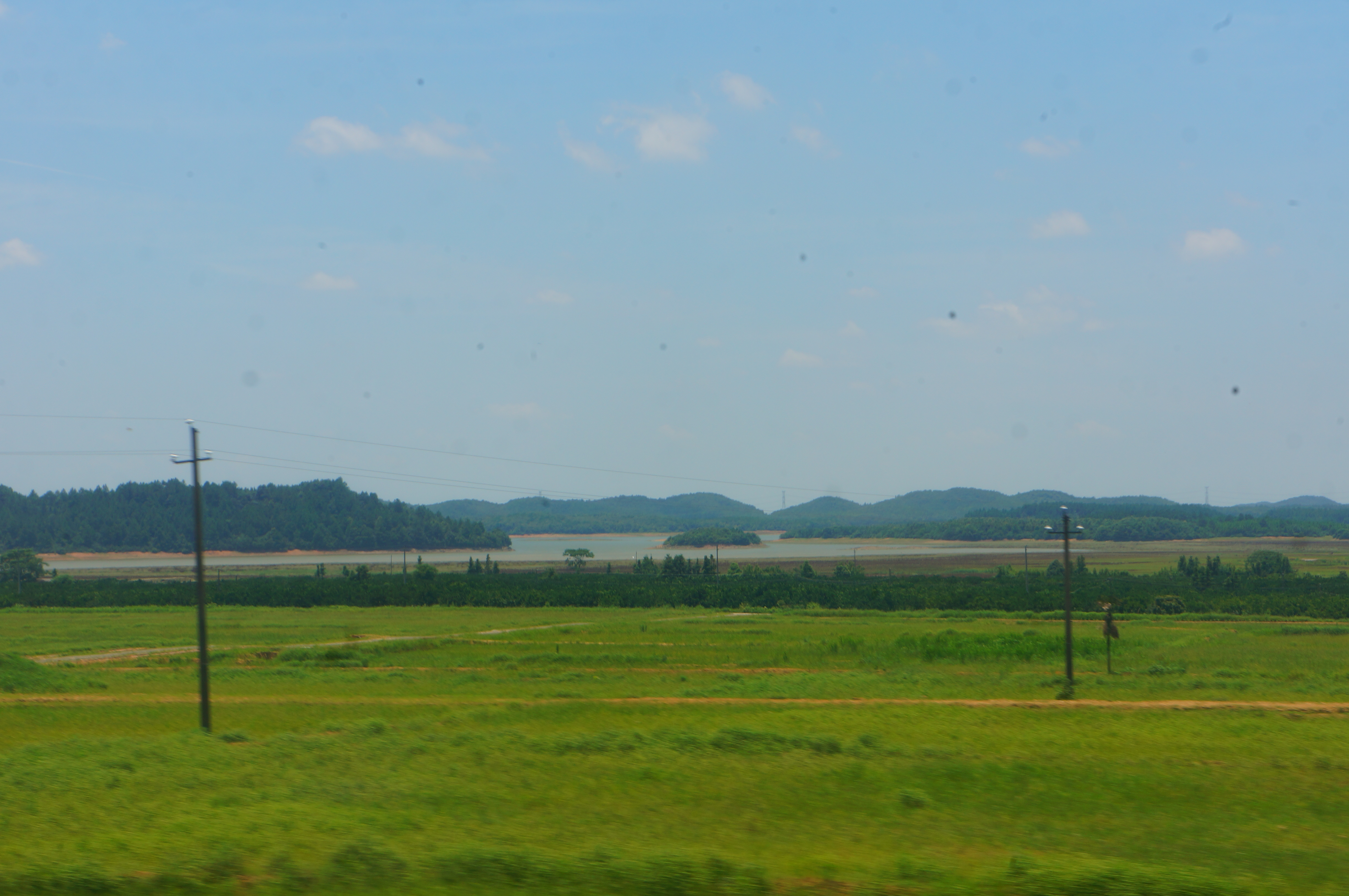
硬石岭水库

贵溪市境內的水域以天然河流、人工湖泊為主，贵溪的河流多屬於长江流域的鄱陽湖水系，皆注入信江，其中信江幹流在贵溪的河段长约60公里，可航行中小型船舶。信江流向多变，大體為自東向西，其自弋阳县西流至河潭埠后，成为贵溪与弋阳的界河，并在流口进入贵溪市境，后在石鼓渡附近流经月湖区，旋而流出月湖，折向西北，成为贵溪、余江二县市的界河:95，最终于枧溪刘家出境:96-97。信江在贵溪市内共接纳11条支流，其中以须溪最长，部分河段亦可通航。另外，信江最大的支流白塔河也流经贵溪，并最终在余江区与信江交汇:95。另外，信江在贵溪境内的支流还有流溪、西窑河、望古溪、白公河、搜湖坑水、湖陵溪、箬港、惠安溪以及硬石溪，但多不可通舟:97-98。自明朝起，历代官民皆有修筑塘陂堤坝，开发水利资源，民國时期始兴建水库，此后当地农田水利、防洪引水工程趋于完善:293-297。
| 1981–2010年间贵溪市的平均气象数据 | 1981–2010年间贵溪市的平均气象数据 | 1981–2010年间贵溪市的平均气象数据 | 1981–2010年间贵溪市的平均气象数据 | 1981–2010年间贵溪市的平均气象数据 | 1981–2010年间贵溪市的平均气象数据 | 1981–2010年间贵溪市的平均气象数据 | 1981–2010年间贵溪市的平均气象数据 | 1981–2010年间贵溪市的平均气象数据 | 1981–2010年间贵溪市的平均气象数据 | 1981–2010年间贵溪市的平均气象数据 | 1981–2010年间贵溪市的平均气象数据 | 1981–2010年间贵溪市的平均气象数据 | 1981–2010年间贵溪市的平均气象数据 |
| 月份                              | 1月                               | 2月                               | 3月                               | 4月                               | 5月                               | 6月                               | 7月                               | 8月                               | 9月                               | 10月                              | 11月                              | 12月                              | 全年                              |
| --------------------------------- | --------------------------------- | --------------------------------- | --------------------------------- | --------------------------------- | --------------------------------- | --------------------------------- | --------------------------------- | --------------------------------- | --------------------------------- | --------------------------------- | --------------------------------- | --------------------------------- | --------------------------------- |
| 平均高温 °C（°F）                 | 10.3 (50.5)                       | 12.6 (54.7)                       | 16.5 (61.7)                       | 22.9 (73.2)                       | 27.9 (82.2)                       | 30.6 (87.1)                       | 34.8 (94.6)                       | 34.1 (93.4)                       | 30.2 (86.4)                       | 25.2 (77.4)                       | 19.1 (66.4)                       | 13.3 (55.9)                       | 23.1 (73.6)                       |
| 平均低温 °C（°F）                 | 3.8 (38.8)                        | 5.9 (42.6)                        | 9.2 (48.6)                        | 14.9 (58.8)                       | 19.6 (67.3)                       | 23.1 (73.6)                       | 26.3 (79.3)                       | 25.7 (78.3)                       | 22.3 (72.1)                       | 17.0 (62.6)                       | 10.9 (51.6)                       | 5.2 (41.4)                        | 15.3 (59.6)                       |
| 平均降水量 mm（）                 | 91.2 (3.59)                       | 120.4 (4.74)                      | 212.9 (8.38)                      | 249.8 (9.83)                      | 257.8 (10.15)                     | 339.8 (13.38)                     | 159.9 (6.30)                      | 145.4 (5.72)                      | 88.7 (3.49)                       | 51.1 (2.01)                       | 87.2 (3.43)                       | 58.7 (2.31)                       | 1,862.9 (73.33)                   |
| 来源：中央气象台                  |                                   |                                   |                                   |                                   |                                   |                                   |                                   |                                   |                                   |                                   |                                   |                                   |                                   |

### 自然資源
植被方面，贵溪市总体上屬於亞熱帶常綠闊葉林植被帶，而在交通发达、人口较为密集的地区，因为砍伐树木，主要分布着灌木草丛群落，而南部海拔较高的山地多为天然林，除常綠闊葉林植被外，也分布着针叶、落叶树木，而在冷水林场等地，则有不少树龄较久的古木:273，阳际峰国家级自然保护区还分布着阳际峰景天等特有物种。土壤方面，全市主要分布着紅壤、黃棕壤、紫色土、石灰（岩）土、水稻土等6個土類，其中低丘陵地区主要分布着红壤和水稻土，以及河流带来的冲积土，棕红土多分布于中高丘陵地带，山地则主要分布黄壤和草甸土:88-89。在土壤肥沃宜耕的地区，出产稻米、花生、油菜、蔬菜、甘蔗等作物，县境北隅则以林果业为主，而南隅武夷山区则主要发展林业，当地的鸡蛋、脚板薯（紫山药）等农产品则因品位较高获中华人民共和国农业农村部列为“全国名特优新农产品”。
贵溪市矿产资源丰富，当地的冷水坑银矿是中国大陆重要的银矿资源基地，而塘湾上祝的瓷石、硬石岭的硅石及雷溪的大型石膏矿也是贵溪重要的矿产，此外，当地还有少量的金、铀、鐵及铜等矿产:108-109。虽被称为“铜都”，但贵溪大部分铜原料并非来自当地

## 行政区划
贵溪市下辖3个街道办事处、16个镇、3个乡、1个民族乡：
花园街道、雄石街道、东门街道、泗沥镇、河潭镇、周坊镇、鸿塘镇、志光镇、流口镇、罗河镇、金屯镇、塘湾镇、文坊镇、冷水镇、滨江镇、天禄镇、雷溪镇、龙虎山镇、上清镇、白田乡、彭湾乡、樟坪畲族乡、耳口乡、贵溪市工业园区、塔桥园艺场、河潭埠垦殖场、西窑林场、双圳林场、耳口林场、冷水林场、三县岭林场和上清林场。

## 人口
2020年第七次全国人口普查时，贵溪市有常住人口为540,572人。截至2023年，贵溪市有常住人口539,257人，其中男性281,697人，占总人口比约52.24%；女性有257,560人，占比48.76%。总人口性别比为109.37%。

## 经济

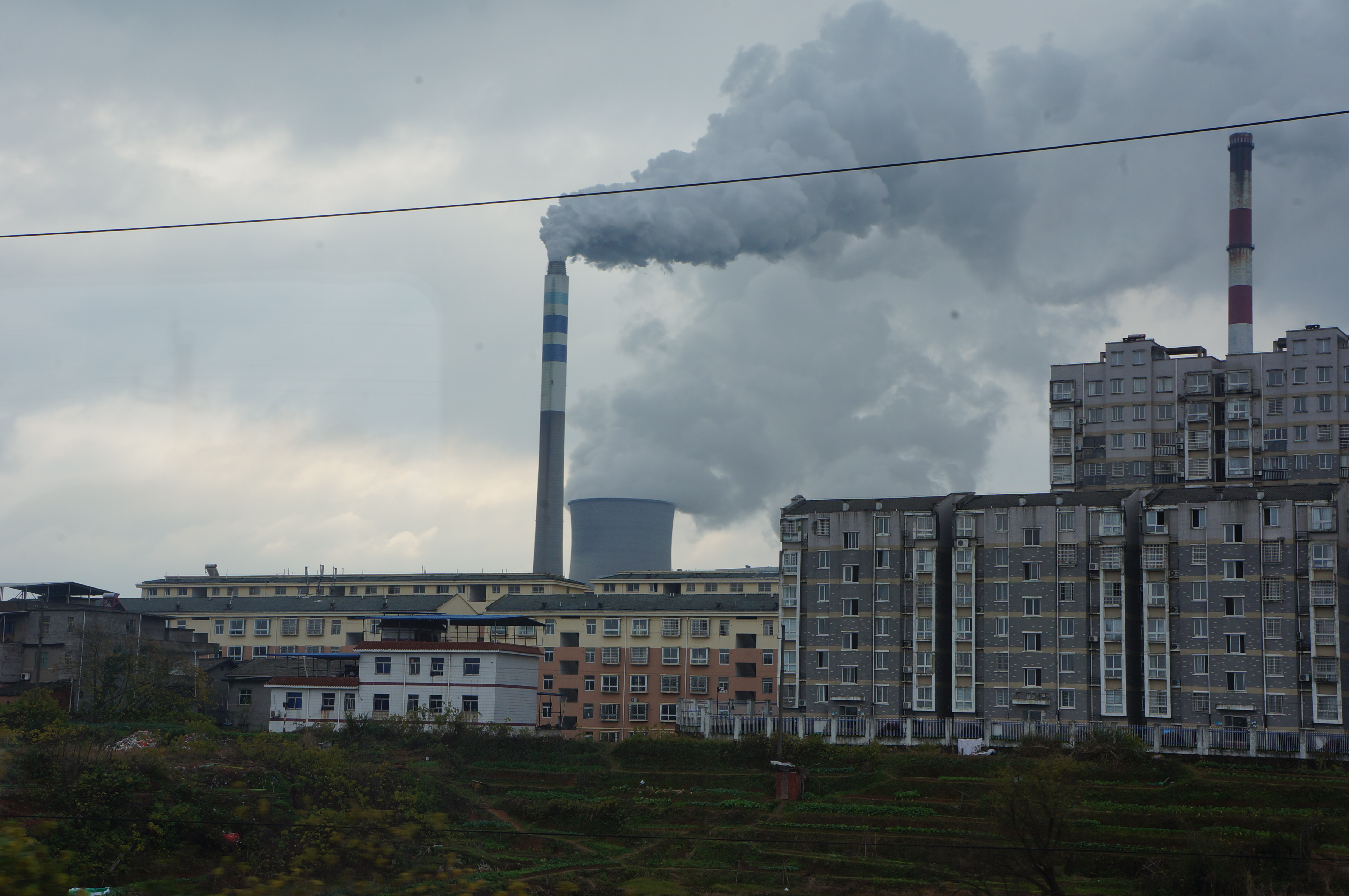
江铜贵溪冶炼厂

贵溪一带的金属矿藏在唐宋时期便得到了开采，但贵溪地區總體上以自然經濟產業為主，有食品加工、制漆、紡織、木工等少量手工業，进入明清时期，当地以造纸业闻名:345-346:13-14。在皖赣铁路、沪昆铁路相继通车至贵溪後，来自德兴、永平的铜矿被运往贵溪冶炼，1979年6月26日，江西铜基地在贵溪建立，此即江西铜业的前身，而圍繞有色金属冶炼業的產業逐步成為當地經濟的支柱:376-382，贵溪也成为中国大陆最大的铜加工基地，其生产的铜制品包含了铜杆、铜棒、铜线、铜管、铜粉等，2023年，铜企业创汇超过2,750亿人民币，同比2022年增长了17.94%，而贵溪也因铜产业兴盛而被誉为“铜都”，当地因铜产业而生的贵溪经济技术开发区也在2024年11月成为国家级经济技术开发区。
2023年，贵溪市生產總值647.89億人民幣，按可比價格計算，比上年增长了7.2%。分產業看，第一產業增加值41.21億元，增長2.0%；第二產業增加值383.35亿元，增长9.3%；第三产业增加值223.33亿元，增长4.5%。三次產業增加值占全市生產總值的比重是6.3:59.2:34.5，三产占比提高了1.2个百分点:1。

## 交通

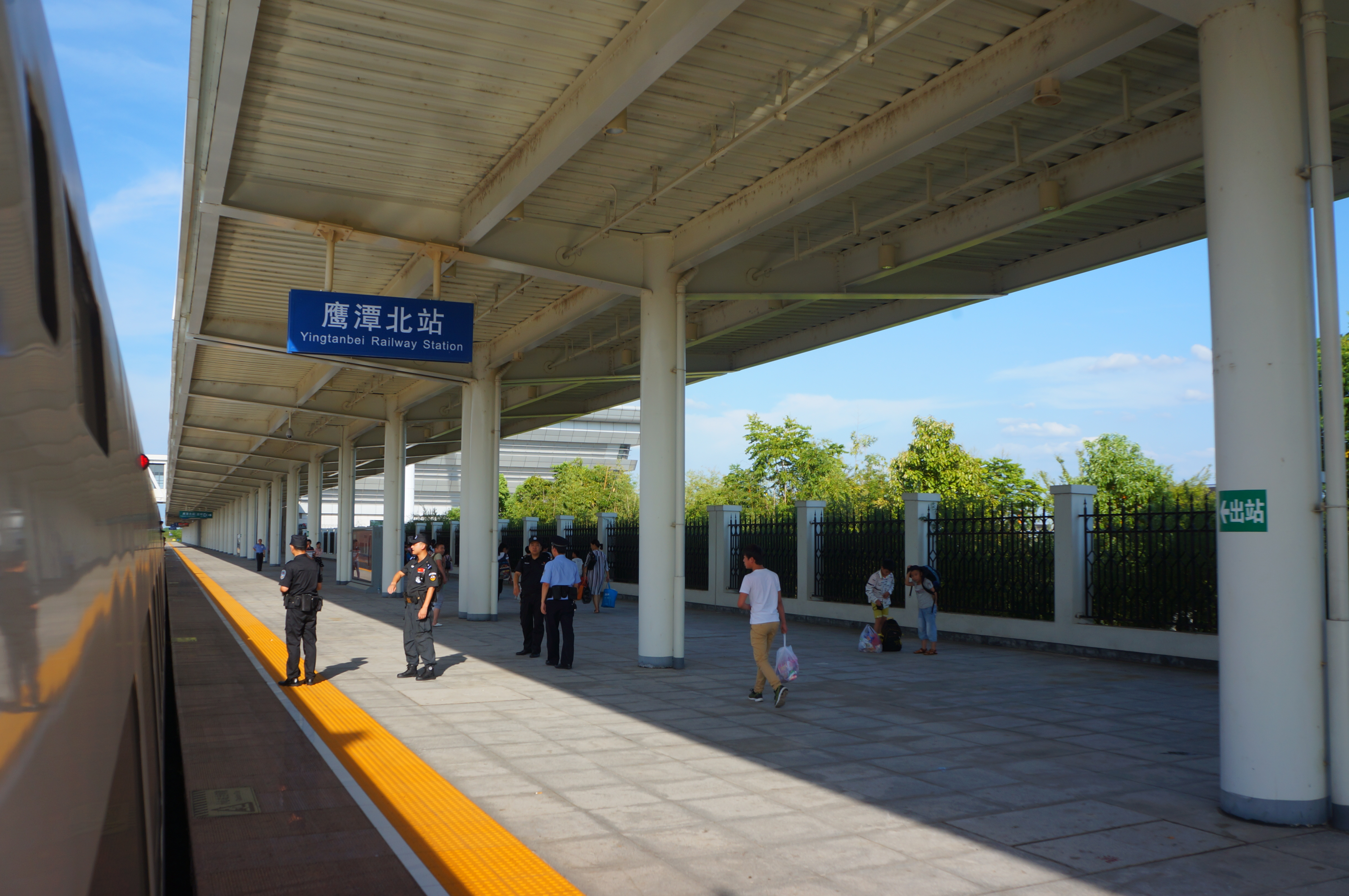
鹰潭北站

在公路方面，贵溪早期的道路赣浙大道在秦朝时期就已贯通，并将当地与江西、浙江诸县相连接:4-5。清朝时期，当地还有连接抚州府、福建等地的古道:388。清廷亦在贵溪县治设立县驿，以供官員途中食宿、換馬:8。1928年以后，江西省政府在赣浙大道的基础上修筑了浙赣公路:28，并于1933年通车至贵溪县:964，此后县内亦设立了数个汽车站以提供客运业务:396。中华人民共和国成立後，当局将浙赣公路改造成 320国道，此公路遂成为贵溪地区主要的交通干道:28-29。
在铁路方面，浙赣铁路于民國24年（1935年）的通车标志着贵溪铁路交通业的开始，之后，皖赣铁路、鹰厦铁路也相继通车並经过市域，当地遂成为赣东地区重要的铁路枢纽之一，县内的火力发电厂、冶炼厂、化肥厂等大型国有企业也有自己的产业铁路:401-402，同时该市管辖范围内还设有沪昆高速铁路鹰潭北站及鹰潭国际陆港。

## 社会事业

### 教育
由哲学家陸九淵及其學生彭世昌於1187年在應天山創辦的象山書院是贵溪有史可考最早的学校，也是南宋四大书院之一，而陆九渊也因在该书院讲学而被后世学者称为“陸象山”，除书院外，当地还有不少受儒家影響建立的私塾、义学，它们多以培養服務封建統治的官吏为主要任务。进入20世纪以后，受到中華民國、中华人民共和国政府發展國民教育、推行新式學校的需求，縣內大部分私塾被關閉，并被近现代中小学取代:917-919。中華人民共和國建立後，中共開始逐步對當地的教育進行社會主義改造，亦增設了職業技術學校、中小學等教育機構。
2023年，贵溪市共有各类学校153所，其中：高级中学6所，完全中学1所，十二年一贯制学校1所，九年一贯制学校36所，初中5所，小学20所，小学教学点84个。各類學校專任教師6,123人。高中在校生13,370人、初中24,068人、小学33,961人:8-9。

### 卫生

位于上清镇的天源德药房旧址

在明朝至清朝时期，贵溪一带有少量诊所、药店，县衙门附近还有官办的“医学”及“惠民药局”，但因为民众卫生意识薄弱，一些传染病和职业病等在当地比较流行。民國时期，县府成立贵溪县卫生院，负责在县內实施传染病防治，普及卫生知识，组织疫苗注射，中华人民共和国建立后，开展爱国卫生运动，组织建立现代医疗机构，当地城鎮衛生環境的條件逐步改善:969-974。
截至2023年，贵溪全市共有卫生机构36个，其中包括1个疾病预防控制中心，1家妇幼保健院。共有衛生技術人員3,114人，其中，执业医师1,377人，注册护师、护士1,737人。醫療衛生機構床位3,432张:10。

### 體育
在明、清時期，贵溪地區有組織的體育運動多為服務於軍事的體能訓練:53-54，而民間則有舞獅舞龍、武術等傳統體育項目。民國時期，近現代體育教育開始進入當地學校。中華人民共和國建立後，中共將體育教育納入學校教育，並在當地興建體育場館:906-907。截至2023年，贵溪市下辖各城镇社区均已经设有体育健身站点，也拥有自己的体育组织，当地也有不少民众自发参与晨练、广场舞、太极拳等健身运动:10。

## 风景名胜
- 国家重点风景名胜区龙虎山位于西南部
- 全国重点文物保护单位：仙水岩崖墓群
- 位于西北的硬石岭水库已被列为白鹤湖水利风景区

## 对外交流
贵溪市经江西省人民政府批准，再经中国人民对外友好协会确认，由中华人民共和国外交部批准后，可以与国外城市建立友好合作关系。截至2023年，该市已经与日本和歌山县的清水町、俄罗斯列宁格勒州的托斯诺区缔结为国际友好城市。